# Rota (Cadix)
Pour les articles homonymes, voir Rota.
Rota est une ville espagnole de la province de Cadix, en Andalousie.
Elle abrite l'importante base navale de Rota (hispano-américaine), et une station du système d'écoute des États-Unis (Echelon) est basée dans cette ville.

## Géographie

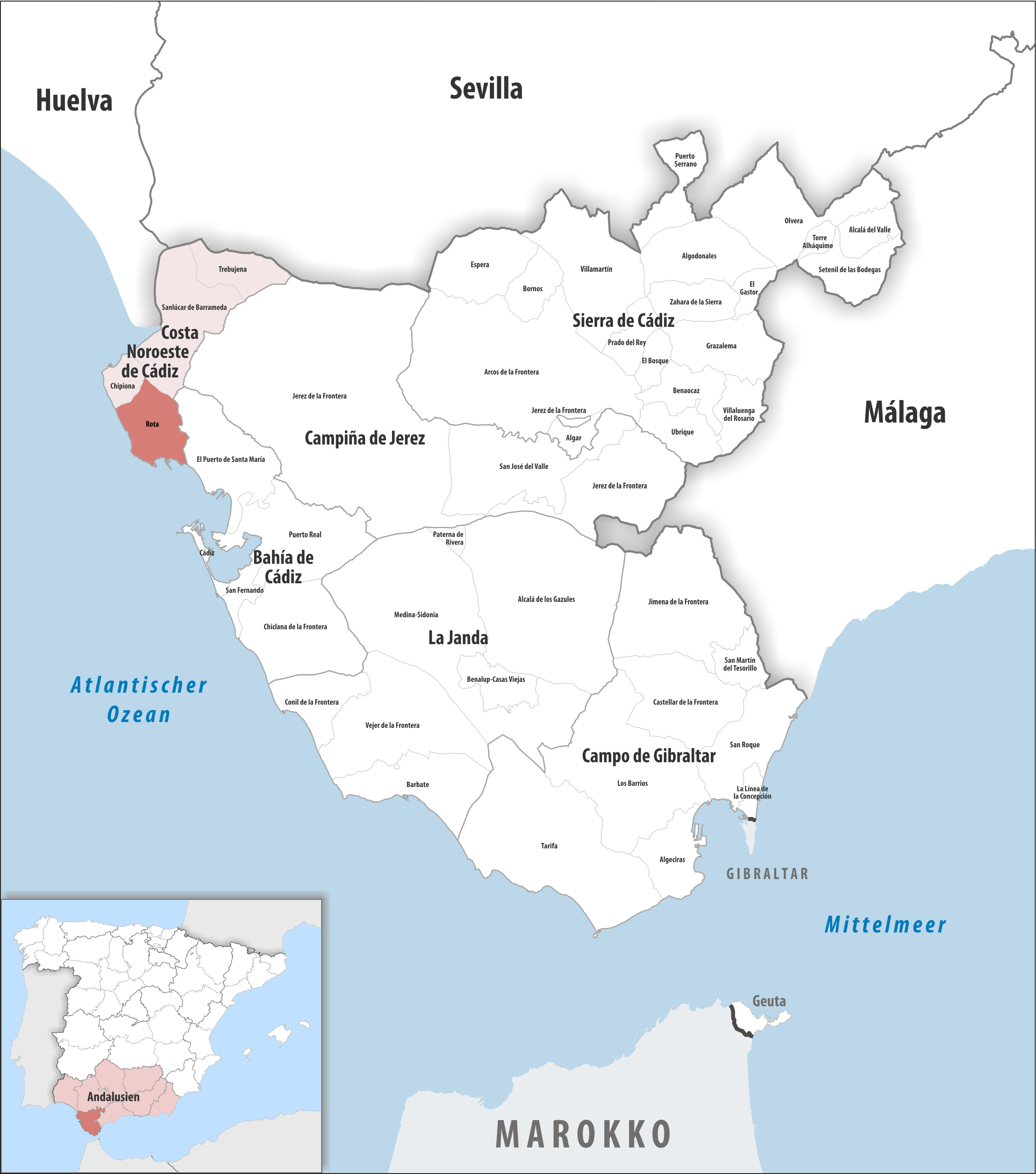
Rota dans la province de Séville / en Andalousie

### Localisation
La commune de Rota est dans le sud de la comarque de la Côte nord-ouest de Cadix, dans la pointe nord-ouest de la province de Séville (Andalousie). C'est une commune côtière ouvrant sur l'océan Atlantique.
Cadix est à 45 km sud-est par la route (mais beaucoup plus court par bateau), 
Jerez de la Frontera à 31 km est-nord-est, 
Séville est à 121 km nord-nord-est, 
Gibraltar à 144 km sud-est.

### Municipalités voisines
Les deux communes voisines sont dans la province de Cadix. Sanlúcar de Barrameda est lui aussi dans la comarque de la Côte nord-ouest de Cadix ; El Puerto de Santa Maria est dans la comarque de la Baie de Cadix.

## Description, généralités
La base navale de Rota tient une large place dans la commune, à commencer par la surface occupée : elle couvre plus de 1/4 de la superficie communale.
Le village de Costa Ballena est partagé avec Chipiona au nord : tout le terrain de golf rattaché au village est sur Rota, ainsi que le phare Blanc (faro Blanco) et une large partie des nouvelles villas touristiques. Le vieux village est sur Chipiona.
La commune est arrocée par le rio Salado de Rota, petit fleuve côtier qui prend source sur la commune voisine Chipiona et rejoint l'océan Atlantique immédiatement à l'est de la base navale.

## Économie
Élevage du xérès
Les trois villes de Sanlúcar de Barrameda, El Puerto de Santa María et Jerez de la Frontera forment le « triangle du Xérès », le fameux vin de Xérès (ou « Sherry »), très prisé des Britanniques. C'est là que le vieillissement de ce vin devait se faire - le raisin, lui, pouvait provenir de n'importe quelle localité du territoire de la Denominación de Origen (DO). Depuis novembre 2022, les caves situées dans les municipalités comprises dans la DO (c'est-à-dire Trebujena, Lebrija, Chipiona, Rota, Chiclana et Puerto Real) peuvent effectuer le processus complet d'élaboration des vins et sont admises de plein droit à l'appellation d'origine.

## Personnalités
Jeanine Cummins (1974-), écrivaine américaine, née à Rota

## Lieux et monuments

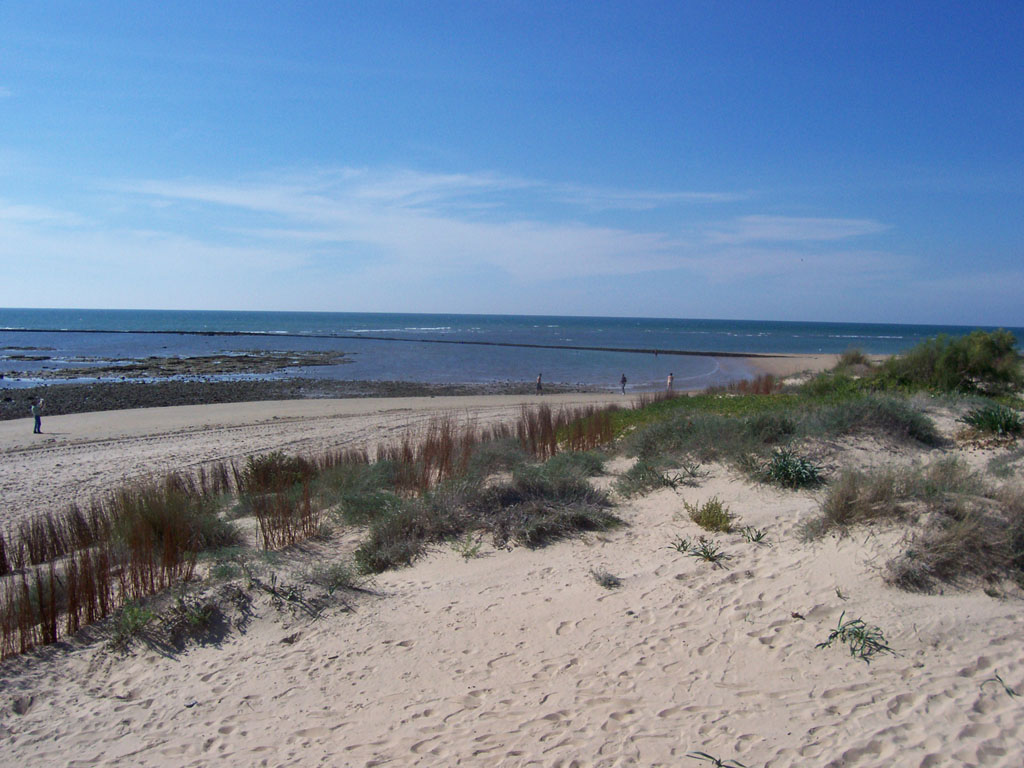
Barrages à poissons de Rota

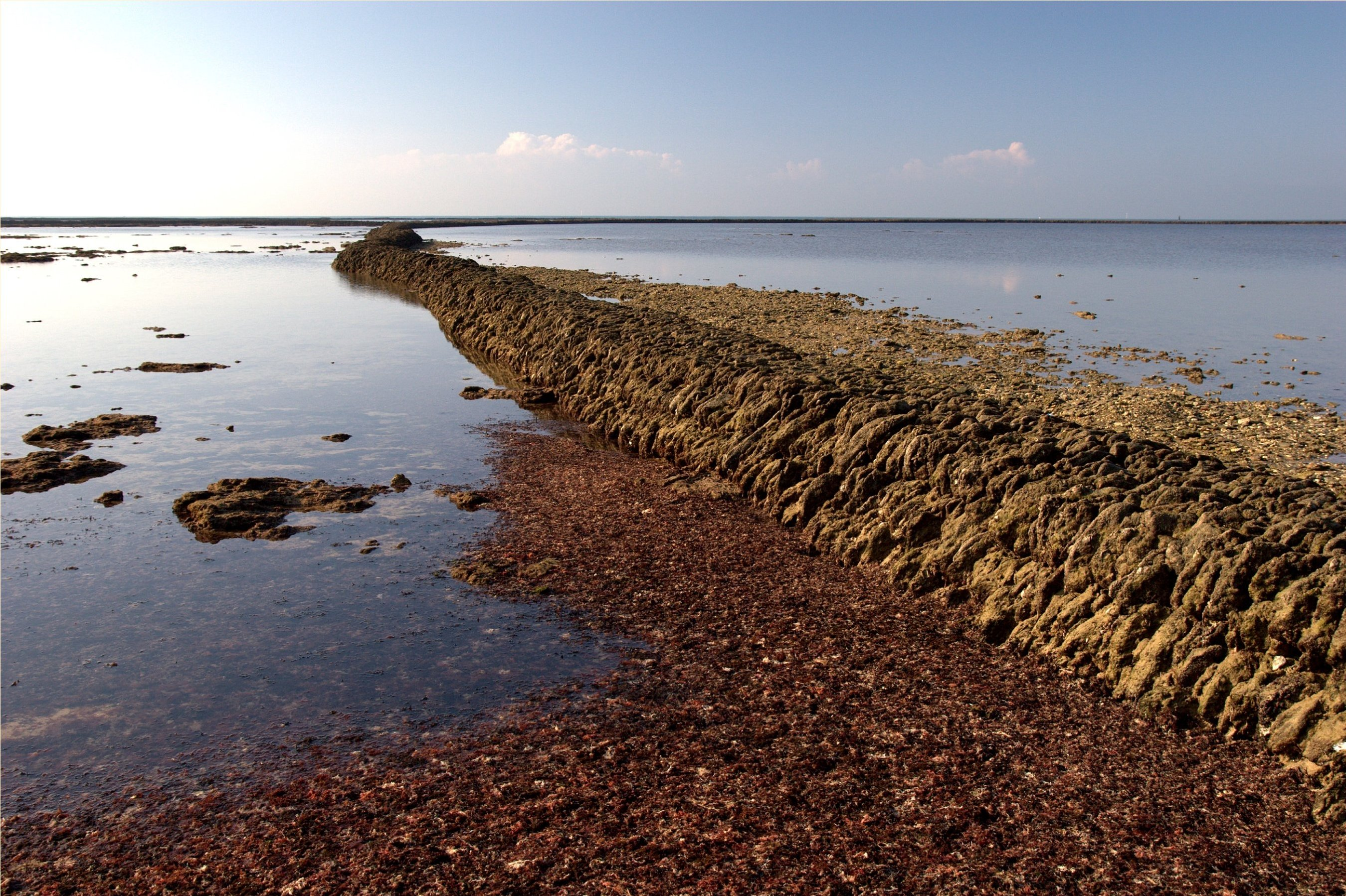
Muret d'un corral à poissons

Les barrages à poissons ou corrals à poissons, monuments naturels
Une zone de barrages à poissons (corrales) se trouve sur la côte ouest de la ville, au sud de la plage de Punta Cando. Sur Rota il y en a cinq : De Encima, San José ou De enmedio, Chico, San Clemente, et El Chiquillo. On ne sait pas s'ils datent de l'époque phénicienne, romaine ou arabe ; la plupart d'entre eux ont été reconstruits après la vague sismique ou le creusement de la mer suivant le tremblement de terre de Lisbonne en 1755.
Ces corrals ou barrages à poissons se retrouvent en d'autres lieux, notamment à Chipiona – l'association des mariscadores de Chipiona Jarife a représenté l'Espagne, la Micronésie  et la France lors du sommet international des enclos marins en 2010 au Japon, où se sont réunis des acteurs de divers pays orientaux dont le Japon, la Corée et les Philippines. Les barrages à poissons de Cadix ont disparu
Parmi les barrages à poissons en pierre, les plus importants des côtes ibériques sont sans doute ceux de Cadix, pratiquement tous disparus ; restent les reliques de Rota, Chipiona et Sanlúcar de Barrameda. Les ouvrages en bois se retrouvaient dans la mer Mineure (la plus grande lagune d'eau salée d'Europe) et à Tortose.

Ces barrages à poissons sont les premiers objets à avoir été listés au patrimoine naturel espagnol, sur la base de deux atouts : ils sont une page d'histoire de la côte andalouse, et un système écologique de plein droit. Leur zone protégée est large d'environ 500 m (zone d'estran) sur plus de 1,5 km de côte et totalise 110 ha. Cette inscription au patrimoine date de 2001. Elle vise à les protéger des pratiques du tourisme récréatif, qui finissent par altérer les valeurs écologiques et paysagères des enclos.
Les pêcheurs utilisent un type de filet appelé esparavel ou tarraya pour y capturer les poissons enfermés.

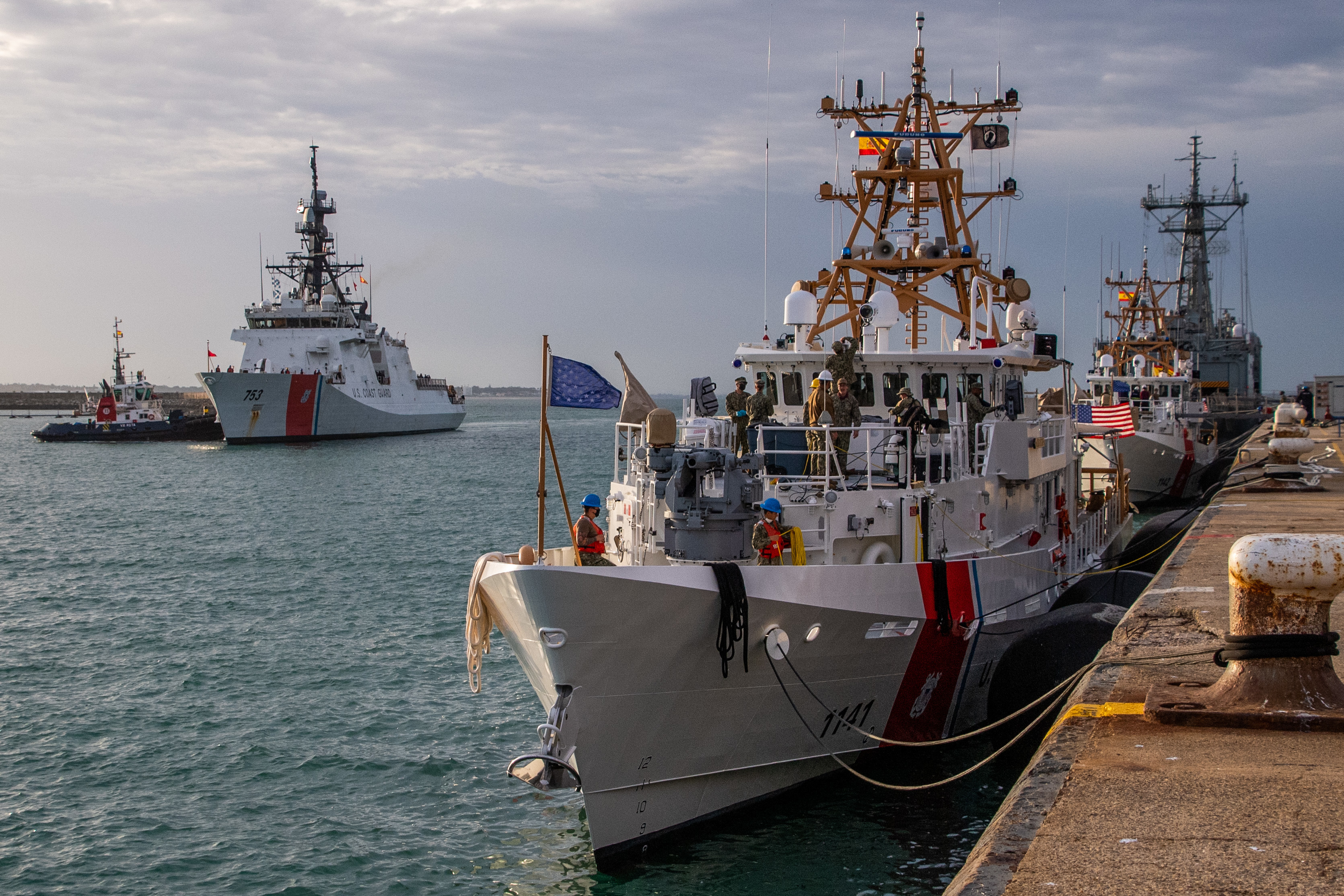
Gardes-côtes à la base navale de Rota
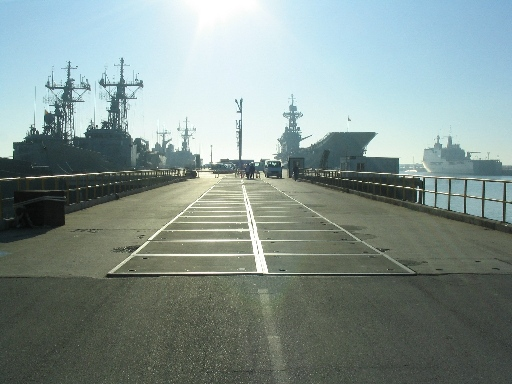
Navires à la base navale
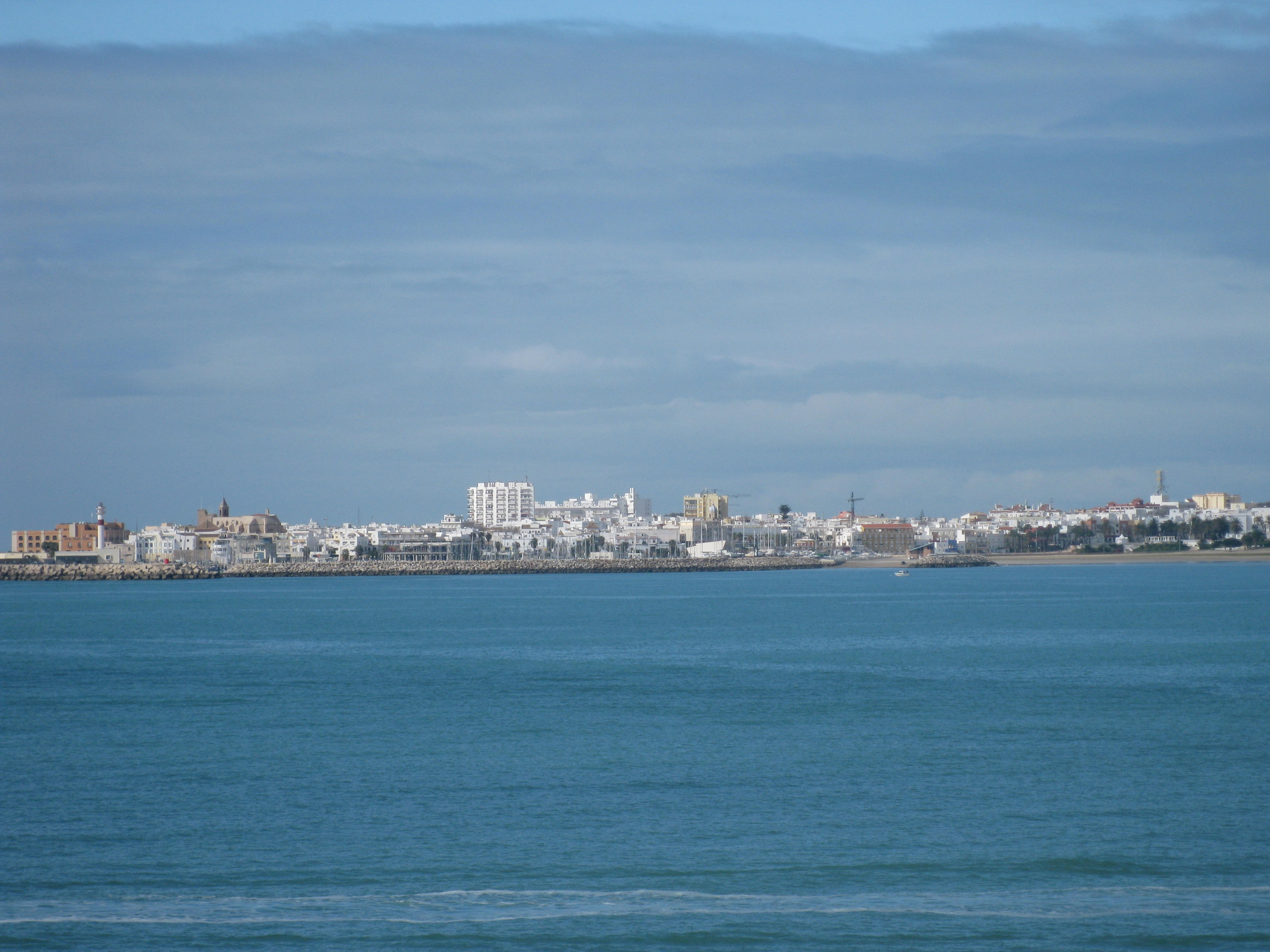
Rota vue depuis la jetée de la base navale
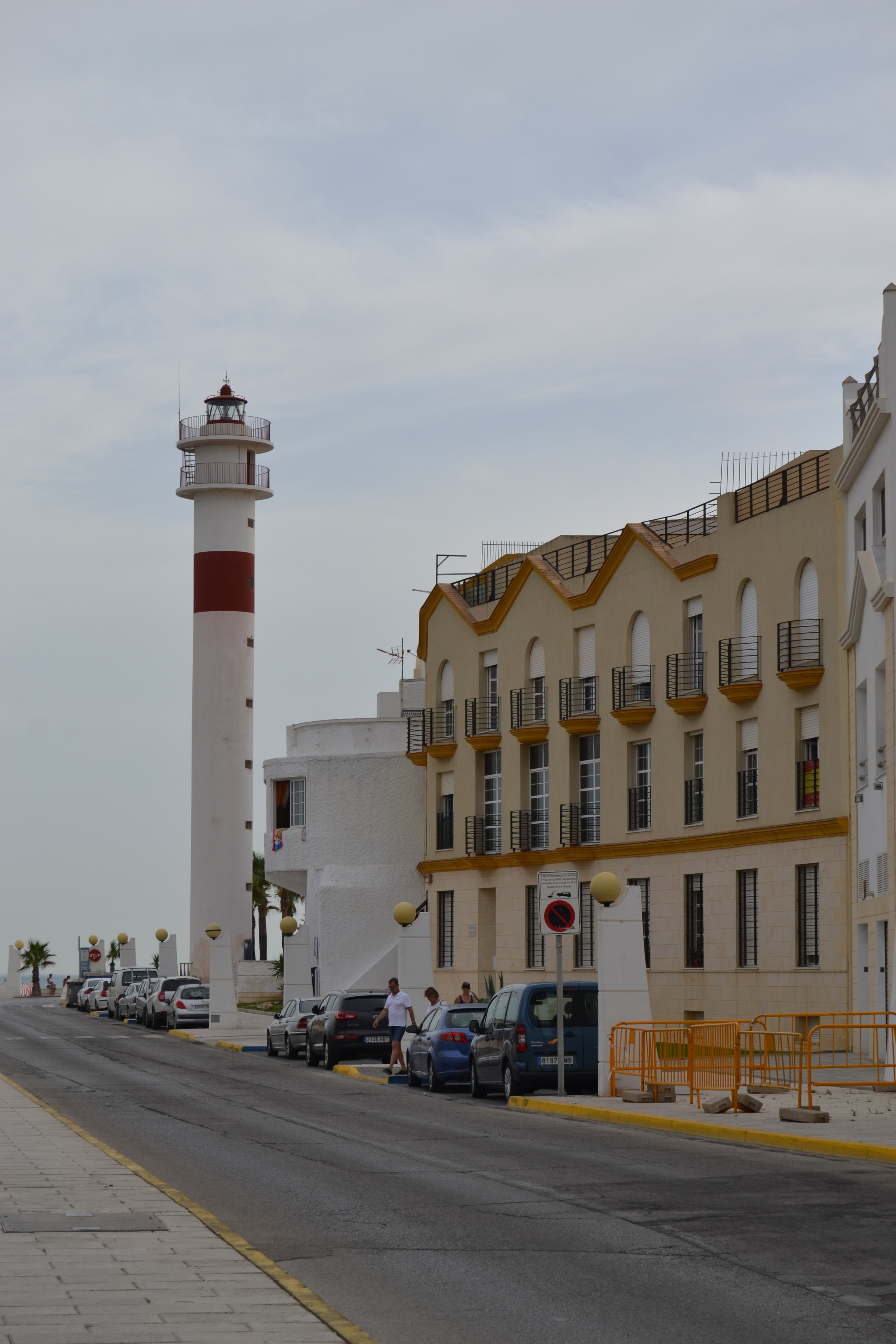
Phare de Rota
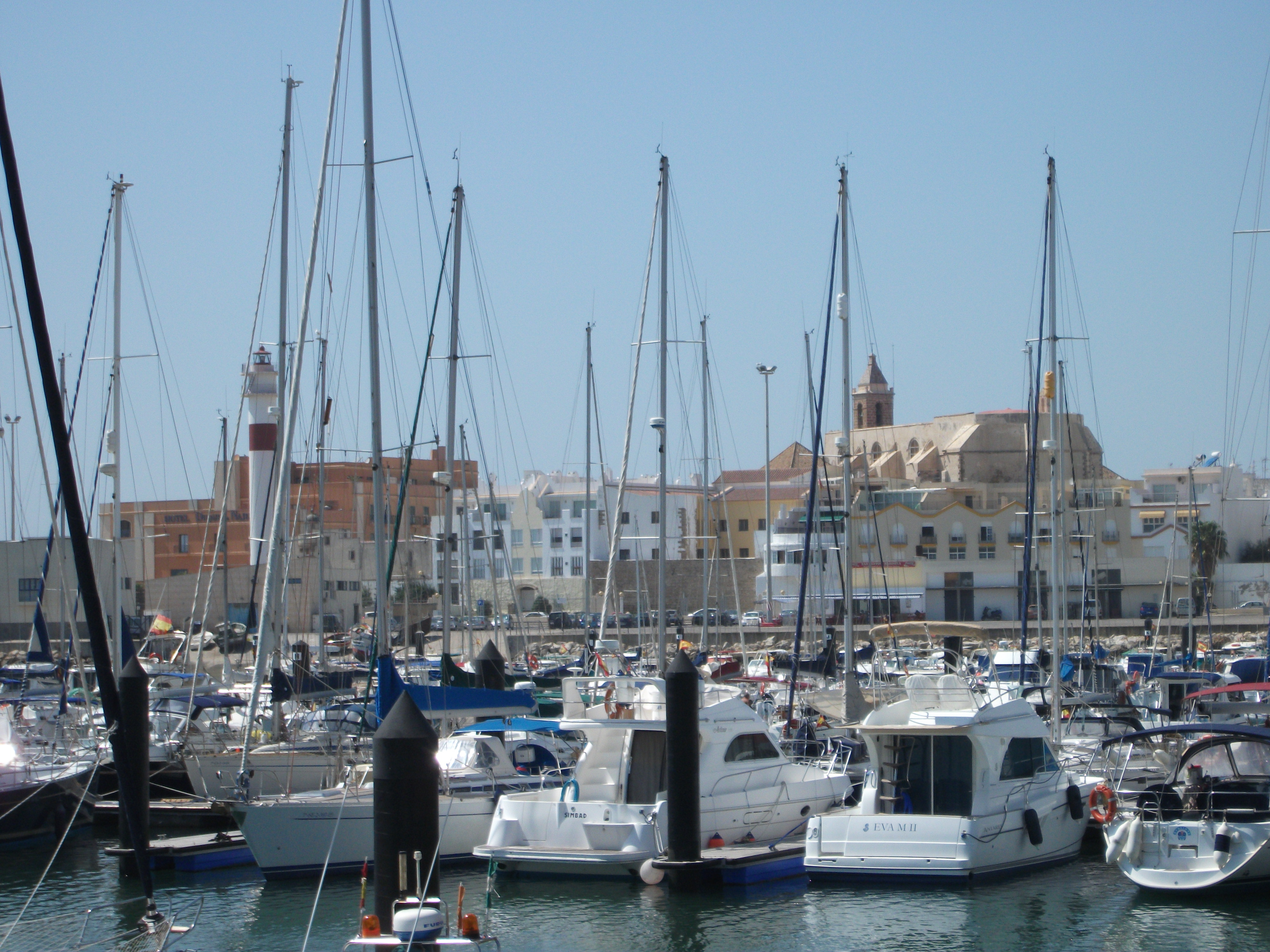
Port de Rota
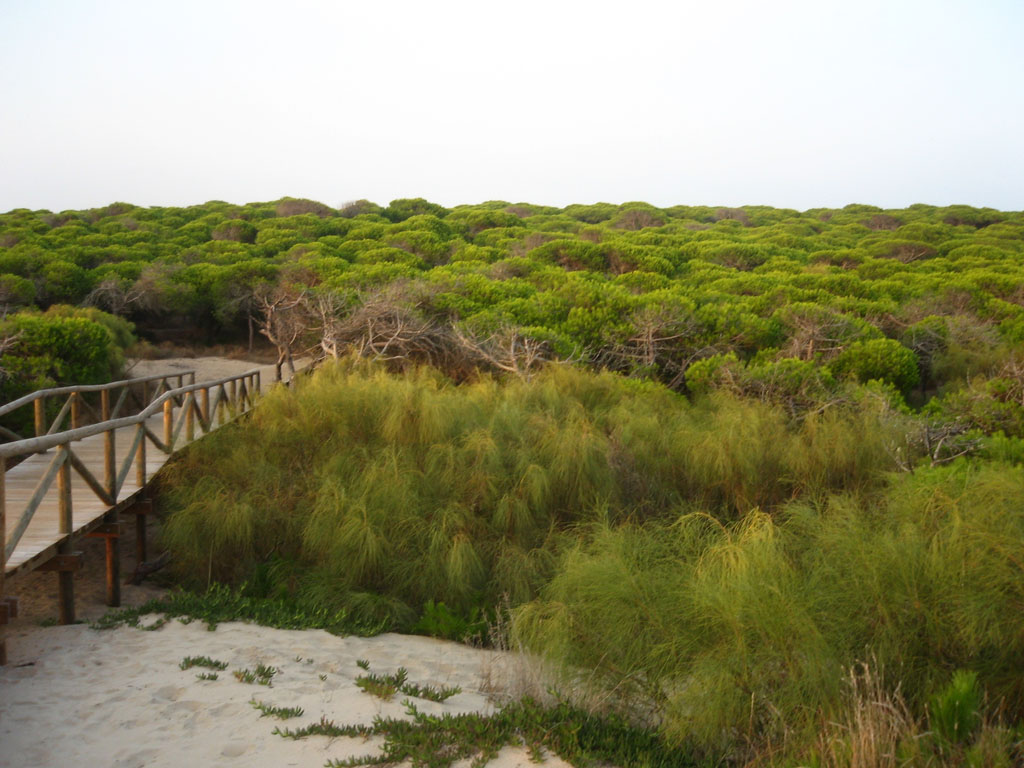
Pinède maritime de la plage de Punta Candor
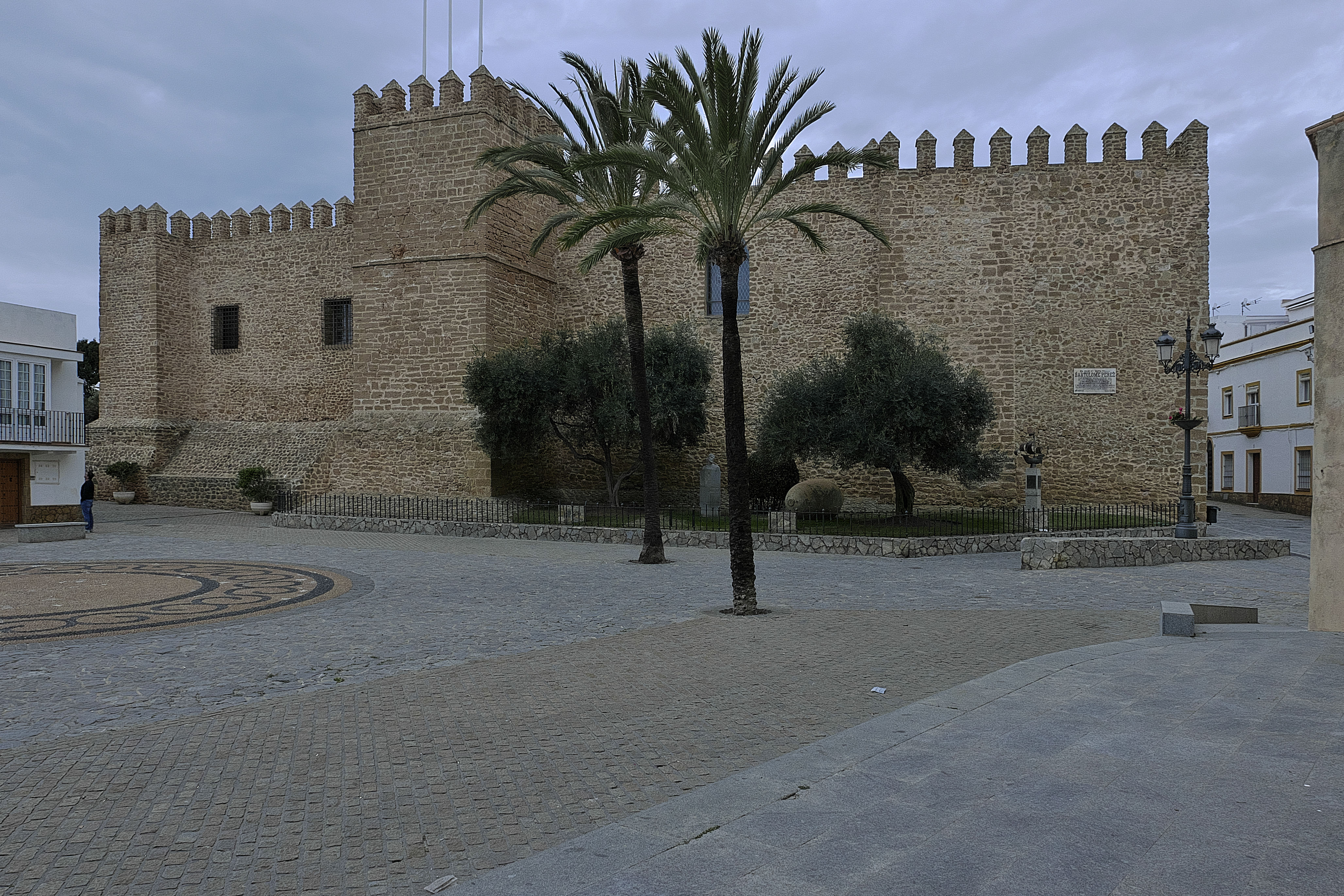
Château de Luna (es)